# Careproctus steini
Careproctus steini es un pez de la familia Liparidae. Fue descrito por Anatoly Petrovich Andriashev y Prirodina en 1990.
Esta especie marina es inofensiva para el ser humano. Vive en profundidades que van desde 429 hasta 583 metros. Se encuentra en la parte sudoriental del océano Pacífico; también en el océano Antártico, en la isla Elefante y las islas Shetland del Sur.
Careproctus steini son peces batidemersales de aguas profundas.

### Lecturas recomendadas
- Wu, H.L., K.-T. Shao i C.F. Lai (eds.), 1999. Latin-Chinese dictionary of fishes names. The Sueichan Press, Taiwán.
- Pequeño, G., 1997. Peces de Chile. Lista sistemática revisada y comentada: addendum. Rev. Biol. Mar. Oceanogr. 32(2):77-94.
- Txernova, N. V.; Stein, D. L.; Andriàixev, A. P «Family Liparidae (Scopoli, 1777) snailfishes» (en anglès). California Academy of Sciences Annotated Checklists of Fishes, 31, 72, 2004.